# Товстодзьобий ара
Товстодзьобий ара (Rhynchopsitta) — рід папугоподібних птахів родини папугових (Psittacidae). Включає два види, які поширені в декількох районах на півночі Мексики. Третій вид вимер у плейстоцені.

## Види
- Ара товстодзьобий (Rhynchopsitta pachyrhyncha)
- Ара мексиканський (Rhynchopsitta terrisi)
- †Rhynchopsitta phillipsi